# توصیه و رضایت
توصیه و رضایت (انگلیسی: Advice and consent) یا 
مشاوره و رضایت عبارتی حقوقی است که اغلب در تصویب لوایح و در سایر زمینه‌های حقوقی یا قانون اساسی استفاده می‌شود. این عبارت دو موقعیت را توصیف می‌کند: جایی که یک قوه مجریه یک دولت ضعیف، چیزی را که قبلاً توسط قوه مقننه تائید شده است، تصویب می‌کند یا جایی که قوه مقننه با چیزی که قبلاً توسط یک قوه مجریه قوی تصویب شده است، موافقت و آن را مصوب می‌کند.
این مفهوم با الزام به موافقت قوه دیگر برای اقدامات منتخب، به تعدیل قدرت یک قوه از دولت کمک می‌کند. این عبارت اغلب در سیستم‌های اجرایی ضعیف استفاده می‌شود که در آن رئیس دولت قدرت عملی کمی دارد و در عمل بخش مهم تصویب یک قانون، توسط قوه مقننه انجام می‌شود.